# Id Software
id Software je ameriško podjetje za razvoj videoiger z glavnim sedežem v Mesquitu, Teksas. Podjetje so leta 1991 ustanovili štirje zaposleni na računalniškem podjetju Softmed, in sicer programerja John Carmack ter John Romero, oblikovalec iger Tom Hall in grafični umetnik Adrian Carmack.
Ime podjetja se trenutno zapisuje z malopisano besedo id, ki se nanaša na Freudovo razdelitev človeške psihe na id (nezavedno), ego (jaz, zavedno) in superego (nadjaz). Sklic na to trditev se med drugim nahaja v igri Wolfenstein 3D v stavku »to je Id, kot so id, ego in superego v človeški psihi«.
Razvijalci iger v id Software so razvili mnogo iger, ki imajo v zgodovini industrije videoiger prelomni pomen. Še posebej pomembna in kontroverzna je serija iger Doom, ki je bila deležna ostrih kritik zaradi visoke stopnje nasilja, brutalnosti in satanske ikonografije ter naj bi bila povezana s številnimi strelskimi pohodi v ameriških šolah. Serija iger Wolfenstein je bila problematična zaradi uporabe nacističnih simbolov (predvsem svastike), ki so v Nemčiji prepovedani; leta 1994 so v skladu s tem v Nemčiji umaknili videoigro Wolfenstein 3D iz maloprodaje. Pomembna serija videoiger je tudi Quake, predvsem iz vidika večigralskega igranja.